# Цывинский, Олег Александрович
Олег Александрович Цывинский (бел. Алег Аляксандравіч Цывінскі; 17 ноября 1977, Витебск, БССР, СССР) — белорусский и американский экономист, профессор экономики (Arthur M. Okun Professor of Economics) и международных отношений (Professor of Global Affairs) Йельского университета. Приглашённый профессор Российской экономической школы. Член Эконометрического общества. С 2006 по 2013 годы — постоянный колумнист «Ведомостей».

## Биография
В 1994 году после окончания средней школы в Витебске поступил в Белорусский государственный экономический университет, где в июне 1998 года получил красный диплом по специальности «банковское дело». Продолжил обучение в магистратуре Университета Миннесоты, которую окончил в июне 2003 года. Осенью 2003 года, в 25 лет, под руководством профессора Нараяна Кочерлакота защитил диссертацию на тему «Optimal Dynamic Fiscal Policy» и получил степень PhD in Economics. В 2000—2003 годах работал помощником аналитика в исследовательском отделе Федерального резервного банка Миннеаполиса. Летом 2001 года проходил практику экономистом в Международном валютном фонде.
С 2003 года научный сотрудник Национального бюро экономических исследований США. Работал доцентом в Калифорнийском университете в Лос-Анджелесе (2003—2005) и в Гарвардском университете (2005—2008).
В феврале 2006 года совместно с доцентом Массачусетского технологического института Михаилом Голосовым получил от Национального научного фонда грант $276,6 тыс. на исследование по теме «Optimal Policy in Dynamic Informationally Constrained Economies». В январе 2007 года получил от ННФ грант $500 тыс. на исследование по теме «New Dynamic Public Finance — from Theory to Policy».
В 2008 году, в 29 лет, стал одним из самых молодых профессоров в истории Йельского университета и содиректором программы макроэкономических исследований в фонде Коулза.
С 2020 года профессор международных отношений Йельского университета и профессор по совместительству Российской экономической школы.
С 2021 года член Эконометрического общества и Общества содействия развитию экономической теории.

## Научная деятельность
Олег Цывинский является одним из ведущих мировых экспертов в области макроэкономики и государственной экономики, в том числе в вопросах государственной политики, оптимального налогообложения и регулирования финансовых рынков. Его исследования опубликованы в ведущих научных журналах, включая American Economic Review, Econometrica, Quarterly Journal of Economics, Review of Financial Studies, Review of Economic Studies и другие.

## Награды и признание
- 2007 — Стипендия Слоуна[7]
- 2011 — Стипендия Гуггенхайма[8]

## Избранные публикации
- Optimal Indirect and Capital Taxation Mikhail Golosov, Нараяна Кочерлакота, Aleh Tsyvinski), The Review of Economic Studies, 70 (3), 569—587, July 2003.
- Designing Optimal Disability Insurance: A Case for Asset Testing (Mikhail Golosov, Aleh Tsyvinski), Journal of Political Economy, 114 (2), 257—279, April 2006.
- Optimal Taxes on Fossil Fuel in General Equilibrium (Mikhail Golosov, John Hassler, Per Krusell[англ.], Aleh Tsyvinski), Econometrica, 82 (1), 41—88, January 2014.
- Risks and Returns of Cryptocurrency (Yukun Liu, Aleh Tsyvinski), The Review of Financial Studies, 34 (6), 2689—2727, June 2021.

### Интервью
- Беларусь без Лукашенко, Навальный и китайский капитализм. Олег Цывинский // «Русские норм!» на YouTube (29 сентября 2020)